# Алісса Лемп
Алісса Лемп (англ. Alyssa Lampe; нар. 3 жовтня 1988) — американська борчиня вільного стилю, дворазова бронзова призерка чемпіонатів світу, бронзова призерка та чемпіонка Панамериканських чемпіонатів, бронзова призерка Панамериканських ігор.

## Життєпис
Боротьбою почала займатися з 1993 року. У 2007 та 2008 роках здобувала бронзові медалі чемпіонату світу серед юніорів.
Виступала за борцівський клуб «Sunkist Kids» зі Скоттсдейла — передмістя Фінікса. Тренери — Террі Стейнер (з 2009) та Шаннін Гіллеспі (з 2006).

## Спортивні результати на міжнародних змаганнях

### Виступи на Чемпіонатах світу
| Змагання                        | Збірна | Вагова категорія          | Місце  |
| ------------------------------- | ------ | ------------------------- | ------ |
| Чемпіонат світу з боротьби 2010 | США    | жіноча боротьба, до 48 кг | 20     |
| Чемпіонат світу з боротьби 2012 | США    | жіноча боротьба, до 51 кг | Бронза |
| Чемпіонат світу з боротьби 2013 | США    | жіноча боротьба, до 48 кг | Бронза |
| Чемпіонат світу з боротьби 2014 | США    | жіноча боротьба, до 48 кг | 5      |
| Чемпіонат світу з боротьби 2015 | США    | жіноча боротьба, до 48 кг | 9      |

### Виступи на Панамериканських чемпіонатах
| Змагання                                   | Збірна | Вагова категорія          | Місце  |
| ------------------------------------------ | ------ | ------------------------- | ------ |
| Панамериканський чемпіонат з боротьби 2009 | США    | жіноча боротьба, до 51 кг | Золото |
| Панамериканський чемпіонат з боротьби 2012 | США    | жіноча боротьба, до 48 кг | Бронза |

### Виступи на Панамериканських іграх
| Змагання                  | Збірна | Вагова категорія          | Місце  |
| ------------------------- | ------ | ------------------------- | ------ |
| Панамериканські ігри 2015 | США    | жіноча боротьба, до 48 кг | Бронза |

### Виступи на Кубках світу
| Змагання                    | Збірна | Вагова категорія          | Місце |
| --------------------------- | ------ | ------------------------- | ----- |
| Кубок світу з боротьби 2010 | США    | жіноча боротьба, до 48 кг | 4     |
| Кубок світу з боротьби 2011 | США    | жіноча боротьба, до 48 кг | 5     |
| Кубок світу з боротьби 2012 | США    | жіноча боротьба, до 51 кг | 5     |
| Кубок світу з боротьби 2013 | США    | жіноча боротьба, до 48 кг | 4     |
| Кубок світу з боротьби 2014 | США    | жіноча боротьба, до 48 кг | 6     |
| Кубок світу з боротьби 2015 | США    | жіноча боротьба, до 48 кг | 4     |

### Виступи на інших змаганнях
| Змагання                                                     | Збірна | Вагова категорія          | Місце  |
| ------------------------------------------------------------ | ------ | ------------------------- | ------ |
| Міжнародний меморіал Дейва Шульца 2008                       | США    | жіноча боротьба, до 48 кг | 4      |
| Міжнародний меморіал Дейва Шульца 2009                       | США    | жіноча боротьба, до 48 кг | 5      |
| Міжнародний меморіал Дейва Шульца 2010                       | США    | жіноча боротьба, до 48 кг | Бронза |
| Золотий Гран-прі з боротьби 2010 (Баку)                      | США    | жіноча боротьба, до 48 кг | Бронза |
| Міжнародний турнір Ньюйоркського атлетичного клубу 2010      | США    | жіноча боротьба, до 48 кг | Срібло |
| Відкритий міжнародний турнір «Sunkist Kids» 2011             | США    | жіноча боротьба, до 48 кг | 4      |
| Міжнародний меморіал Дейва Шульца 2012                       | США    | жіноча боротьба, до 48 кг | Золото |
| Кубок Канади з боротьби 2012                                 | США    | жіноча боротьба, до 48 кг | Золото |
| Міжнародний турнір Ньюйоркського атлетичного клубу 2012      | США    | жіноча боротьба, до 48 кг | Золото |
| Міжнародний меморіал Дейва Шульца 2013                       | США    | жіноча боротьба, до 48 кг | Бронза |
| Київський Міжнародний турнір з боротьби 2013                 | США    | жіноча боротьба, до 48 кг | Золото |
| Гран-прі Іспанії з боротьби 2013                             | США    | жіноча боротьба, до 48 кг | Золото |
| Міжнародний турнір Олімпія 2013                              | США    | жіноча боротьба, до 48 кг | Золото |
| Меморіал Вацлава Циолковського 2013                          | США    | жіноча боротьба, до 48 кг | Золото |
| Міжнародний меморіал Дейва Шульца 2014                       | США    | жіноча боротьба, до 48 кг | Срібло |
| Klippan Lady Open 2014                                       | США    | жіноча боротьба, до 48 кг | Бронза |
| Гран-прі Іспанії з боротьби 2014                             | США    | жіноча боротьба, до 48 кг | Бронза |
| Золотий Гран-прі з боротьби 2014 (Баку)                      | США    | жіноча боротьба, до 48 кг | 9      |
| Міжнародний меморіал Білла Фаррелла 2014                     | США    | жіноча боротьба, до 48 кг | Золото |
| Відкритий кубок Росії з боротьби 2014                        | США    | жіноча боротьба, до 48 кг | Срібло |
| Кубок Гранми з боротьби 2015                                 | США    | жіноча боротьба, до 48 кг | Бронза |
| Відкритий кубок Монголії з боротьби 2015                     | США    | жіноча боротьба, до 48 кг | Срібло |
| Pro Wrestling League 2015                                    | США    | команда                   | 4      |
| Тестовий турнір UWW 2016                                     | США    | жіноча боротьба, до 53 кг | Бронза |
| Олімпійський кваліфікаційний турнір з боротьби 2016 (Фріско) | США    | жіноча боротьба, до 48 кг | Бронза |
| Відкритий чемпіонат Польщі з боротьби 2019                   | США    | жіноча боротьба, до 50 кг | 13     |

### Виступи на змаганнях молодших вікових груп
| Змагання                                      | Збірна | Вагова категорія          | Місце  |
| --------------------------------------------- | ------ | ------------------------- | ------ |
| Чемпіонат світу з боротьби серед юніорів 2007 | США    | жіноча боротьба, до 48 кг | Бронза |
| Чемпіонат світу з боротьби серед юніорів 2008 | США    | жіноча боротьба, до 48 кг | Бронза |